# 沃尔夫冈·克拉普赫克
沃尔夫冈·克拉普赫克（德語：Wolfgang Klapheck，1966年7月9日—），德国男子赛艇运动员。他曾代表西德、德国参加世界赛艇锦标赛，获得一枚金牌、一枚银牌和一枚铜牌。